# San Martín Texmelucan
San Martín Texmelucan de Labastida is een stad in de Mexicaanse deelstaat Puebla. San Martín Texmelucan heeft 72.505 inwoners (2005) en is de hoofdplaats van de gemeente San Martín Texmelucan.

## Geboren
- Efrén Santos (1992), Mexicaans wielrenner